# 北京外国语大学校友列表

## 政法界

### 政治家
- 李铁映，前全国人民代表大会常务委员会副委员长
- 李贵鲜，前中国人民政治协商会议全国委员会副主席
- 宋健，前中国人民政治协商会议全国委员会副主席，前中国工程院院长
- 李肇星，前全国人民代表大会外事委员会主任委员
- 姜恩柱，前全国人民代表大会外事委员会主任委员
- 韩叙，前中国人民政治协商会议全国委员会外事委员会主任委员
- 阎明复，前中共中央书记处书记

### 外交家
- 陈健，前联合国副秘书长
- 周南，前新华社社长
- 崔天凯，前外交部副部长 現任駐美大使
- 傅莹，外交部副部长
- 武大伟，前外交部副部长
- 孔泉，外交部部长助理
- 沈国放
- 孙玉玺
- 孙必干
- 章启月
- 章含之
- 张德广
- 吴建民

### 法学家
- 薛捍勤，国际法院法官

### 高级警官
- 陶驷驹，公安部部长

## 学界

### 文学家
- 高行健，2000年诺贝尔文学奖得主
- 谌容

### 翻译家
- 马爱农，《哈利·波特》译者
- 马爱新，《哈利·波特》译者
- 黄志良

### 教育家
- 许国璋，许国璋语编者
- 何其莘，新概念英语编者
- 王佐良
- 纳忠
- 陈琳
- 李熠 人稱杭州李半城
- 张维为，复旦大学中国研究院院长、特聘教授

## 其他

### 主持人
- 杨澜，阳光卫视创始人。
- 何炅，湖南卫视
- 许戈辉，凤凰卫视
- 韩乔生，中国中央电视台
- 刘洪悦，北京卫视

### 编辑
- 胡锡进，环球时报前总编辑和特约评论员

### 歌手
- 刘美含，2009年湖南卫视“快乐女声”全国第15名，女子团体i Me成员

### 聲優
- 劉婧犖，現為日本聲優事務所“青二製作”所屬聲優，日本聲優界中，唯一中國人聲優，第二位外國人聲優